# Leo Visser (schaatser)

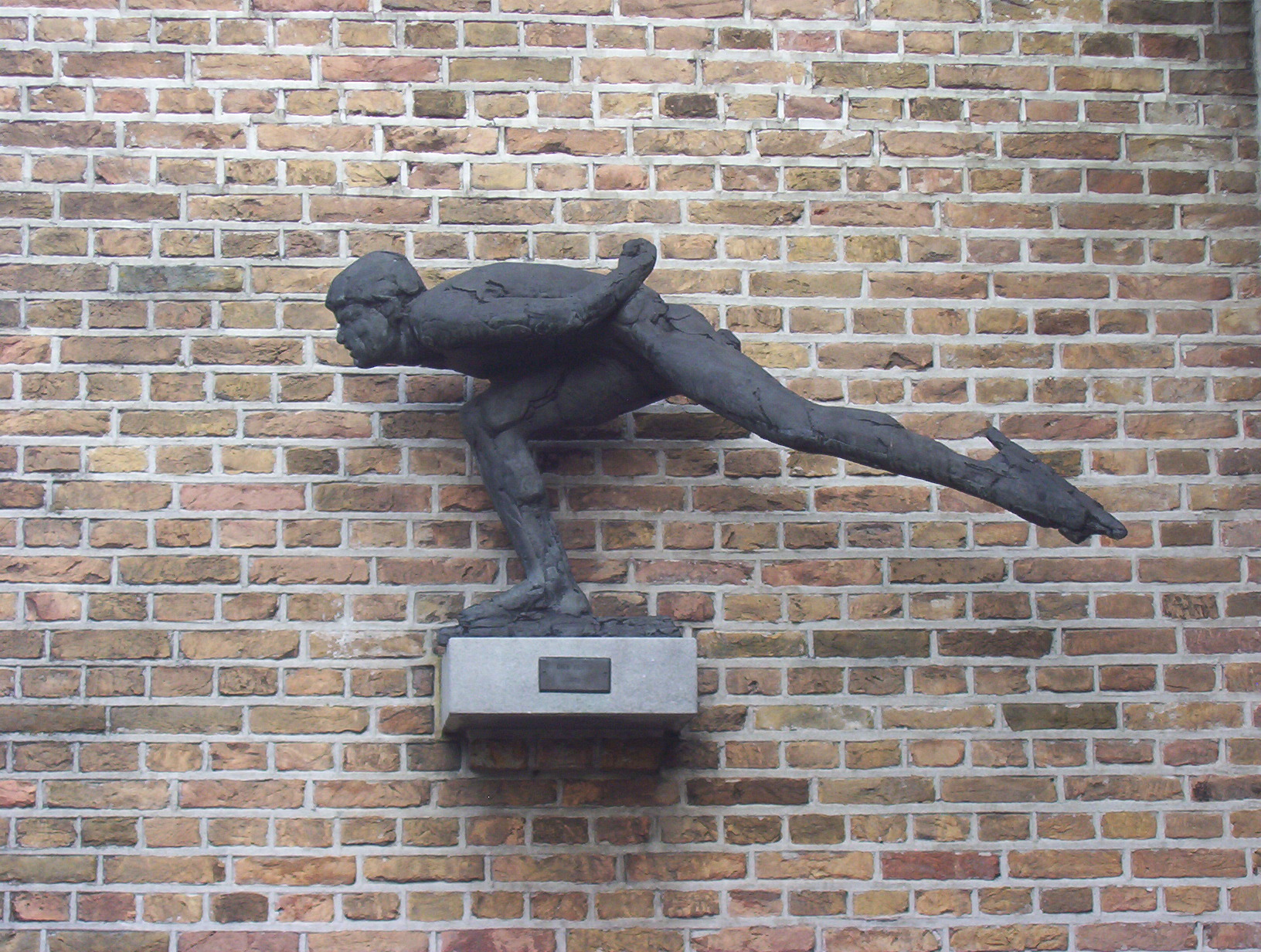
Beeld van een schaatser ter ere van de beide Haastrechtse schaatsers Hein Vergeer en Leo Visser in hun woonplaats (beeld gemaakt door Dick Aerts in 1985 in opdracht van de plaatselijke Rabobank).

Leendert (Leo) Visser (Haastrecht, 13 januari 1966) is een Nederlands voormalig langebaanschaatser, die in 1989 de wereldtitel allround schaatsen won.
In datzelfde jaar, werd Visser ook Europees kampioen. Tijdens de Olympische Winterspelen van 1988 in Calgary behaalde hij een zilveren medaille op de 5000 meter en brons op de 10.000 meter.
Na de Olympische Spelen van Albertville in 1992, waar hij (op enkele honderdsten van een seconde na) net naast de gouden medaille op de 1500 meter greep achter Koss en Ådne Søndrål, beëindigde Visser zijn schaatscarrière. Hij sloot zijn laatste Spelen af met bronzen medailles op zowel de 1500 als 5000 meter.
Tijdens zijn schaatscarrière volgde Visser ook een opleiding tot piloot. In 2002 was hij chef de mission voor de Nederlandse ploeg tijdens de Olympische Winterspelen in Salt Lake City. Momenteel werkt hij als gezagvoerder op de Boeing 777, en voorheen op de Boeing 737, bij luchtvaartmaatschappij KLM. In die hoedanigheid heeft hij ook de TeamNL-deelnemers aan de Olympische Spelen in Rio naar Amsterdam gevlogen op 23 augustus 2016.
Leo Visser komt uit Haastrecht, waar ook Hein Vergeer, een andere wereldkampioen schaatsen, woonde. Beide schaatsers hebben getraind bij de schaatsclub STV Lekstreek.

## Records

### Persoonlijke records
| Afstand      | Tijd     | Datum            | Baan       |
| ------------ | -------- | ---------------- | ---------- |
| 500 meter    | 38,65    | 31 januari 1992  | Davos      |
| 1000 meter   | 1.16,21  | 4 januari 1992   | Heerenveen |
| 1500 meter   | 1.54,65  | 20 januari 1990  | Heerenveen |
| 3000 meter   | 3.59,27  | 19 maart 1987    | Heerenveen |
| 5000 meter   | 6.44,98  | 17 februari 1988 | Calgary    |
| 10.000 meter | 13.58,57 | 5 januari 1988   | Heerenveen |

### Wereldrecords
| Nr. | Afstand    | Tijd    | Datum            | Baan       |
| --- | ---------- | ------- | ---------------- | ---------- |
| 1.  | 5000 meter | 6.47,01 | 14 februari 1987 | Heerenveen |
| 2.  | 3000 meter | 3.59,27 | 19 maart 1987    | Heerenveen |

#### Wereldrecords laaglandbaan (officieus)
| Nr. | Afstand      | Tijd     | Datum            | Baan       |
| --- | ------------ | -------- | ---------------- | ---------- |
| 1.  | 5000 meter   | 6.47,01  | 14 februari 1987 | Heerenveen |
| 2.  | 3000 meter   | 3.59,27  | 19 maart 1987    | Heerenveen |
| 3.  | 10.000 meter | 13.58,47 | 2 januari 1988   | Heerenveen |

## Resultaten
| Jaar | NK Afstanden                             | NK Allround | EK Allround | Olympische Spelen | Wereldbeker          | WK Allround |
| ---- | ---------------------------------------- | ----------- | ----------- | ----------------- | -------------------- | ----------- |
| 1985 |                                          | NC18        | -           |                   |                      | -           |
| 1986 |                                          | 4e          | -           |                   | 44e 1500m 16e 5k/10k | 8e          |
| 1987 | 19e 500m · 1500m · 5000m · 10.000m       | Brons       | 5e          |                   | 10e 1500m · 5k/10k   | 4e          |
| 1988 | 1500m · 20e 5000m · 10.000m              | Goud        | Zilver      | 5000m · 10.000m   | 15e 1500m · 5k/10k   | Zilver      |
| 1989 | 13e 500m · 1500m · 5000m · 10.000m       | Goud        | Goud        |                   | 28e 1500m 14e 5k/10k | Goud        |
| 1990 | 19e 500m · 1500m · 5e 5000m · 7e 10.000m | NS3         | Brons       |                   | -                    | -           |
| 1991 | 1500m · 5000m · 4e 10.000m               | Goud        | Zilver      |                   | 4e 1500m · 5k/10k    | 4e          |
| 1992 | 1000m · 1500m · 5000m                    | -           | -           | 1500m · 5000m     | 20e 1500m            | -           |

### Medaillespiegel
| Kampioenschap     | Goud | Zilver | Brons |
| ----------------- | ---- | ------ | ----- |
| NK Afstanden      | 4    | 6      | 4     |
| NK Allround       | 3    | 0      | 1     |
| EK Allround       | 1    | 2      | 1     |
| Olympische Spelen | 0    | 1      | 3     |
| Wereldbeker       | 0    | 1      | 2     |
| WK Allround       | 1    | 1      | 0     |

Onofficiële Europese kampioenschappen

1891: Onbeslist ·
1892: Onbeslist · 
1946: Göthe Hedlund 

Officiële Europese kampioenschappen

1893: Rudolf Ericson · 
1894: Onbeslist ·
1895: Alfred Næss · 
1896: Julius Seyler · 
1897: Julius Seyler · 
1898: Gustaf Estlander · 
1899: Peder Østlund · 
1900: Peder Østlund · 
1901: Rudolf Gundersen · 
1902: Johan Schwartz · 
1903: Onbeslist ·
1904: Rudolf Gundersen · 
1905: Johan Vikander · 
1906: Rudolf Gundersen · 
1907: Moje Öholm · 
1908: Moje Öholm · 
1909: Oscar Mathisen · 
1910: Nikolaj Stroennikov · 
1911: Nikolaj Stroennikov · 
1912: Oscar Mathisen · 
1913: Vasilij Ippolitov · 
1914: Oscar Mathisen · 
1922: Clas Thunberg · 
1923: Harald Strøm · 
1924: Roald Larsen · 
1925: Otto Polacsek · 
1926: Julius Skutnabb · 
1927: Bernt Evensen · 
1928: Clas Thunberg · 
1929: Ivar Ballangrud · 
1930: Ivar Ballangrud · 
1931: Clas Thunberg · 
1932: Clas Thunberg · 
1933: Ivar Ballangrud · 
1934: Michael Staksrud · 
1935: Karl Wazulek · 
1936: Ivar Ballangrud · 
1937: Michael Staksrud · 
1938: Charles Mathiesen · 
1939: Alfons Bērziņš · 
1947: Åke Seyffarth · 
1948: Reidar Liaklev · 
1949: Sverre Farstad · 
1950: Hjalmar Andersen · 
1951: Hjalmar Andersen · 
1952: Hjalmar Andersen · 
1953: Kees Broekman · 
1954: Boris Sjilkov · 
1955: Sigge Ericsson · 
1956: Jevgeni Grisjin · 
1957: Oleg Gontsjarenko · 
1958: Oleg Gontsjarenko · 
1959: Knut Johannesen · 
1960: Knut Johannesen · 
1961: Viktor Kositsjkin · 
1962: Robert Merkoelov · 
1963: Nils Egil Aaness · 
1964: Ants Antson · 
1965: Eduard Matoesevitsj · 
1966: Ard Schenk · 
1967: Kees Verkerk · 
1968: Fred Anton Maier · 
1969: Dag Fornæss · 
1970: Ard Schenk · 
1971: Dag Fornæss · 
1972: Ard Schenk · 
1973: Göran Claeson · 
1974: Göran Claeson · 
1975: Sten Stensen · 
1976: Kay Arne Stenshjemmet · 
1977: Jan Egil Storholt · 
1978: Sergej Martsjoek · 
1979: Jan Egil Storholt · 
1980: Kay Arne Stenshjemmet · 
1981: Amund Sjøbrend · 
1982: Tomas Gustafson · 
1983: Hilbert van der Duim · 
1984: Hilbert van der Duim · 
1985: Hein Vergeer · 
1986: Hein Vergeer · 
1987: Nikolaj Goeljajev · 
1988: Tomas Gustafson · 
1989: Leo Visser · 
1990: Bart Veldkamp · 
1991: Johann Olav Koss · 
1992: Falko Zandstra · 
1993: Falko Zandstra · 
1994: Rintje Ritsma · 
1995: Rintje Ritsma · 
1996: Rintje Ritsma · 
1997: Ids Postma · 
1998: Rintje Ritsma · 
1999: Rintje Ritsma · 
2000: Rintje Ritsma · 
2001: Dmitri Sjepel · 
2002: Jochem Uytdehaage · 
2003: Gianni Romme · 
2004: Mark Tuitert · 
2005: Jochem Uytdehaage · 
2006: Enrico Fabris · 
2007: Sven Kramer · 
2008: Sven Kramer · 
2009: Sven Kramer · 
2010: Sven Kramer · 
2011: Ivan Skobrev · 
2012: Sven Kramer · 
2013: Sven Kramer · 
2014: Jan Blokhuijsen · 
2015: Sven Kramer · 
2016: Sven Kramer · 
2017: Sven Kramer · 
2019: Sven Kramer · 
2021: Patrick Roest · 
2023: Patrick Roest · 
2025: Sander Eitrem